# 멸종위기종
멸종위기종(endangered species) 또는 절멸위기종, 절멸위험종,멸종위기동물 은 개체 수가 적어 멸종할 위험이 높은 종을 말한다.

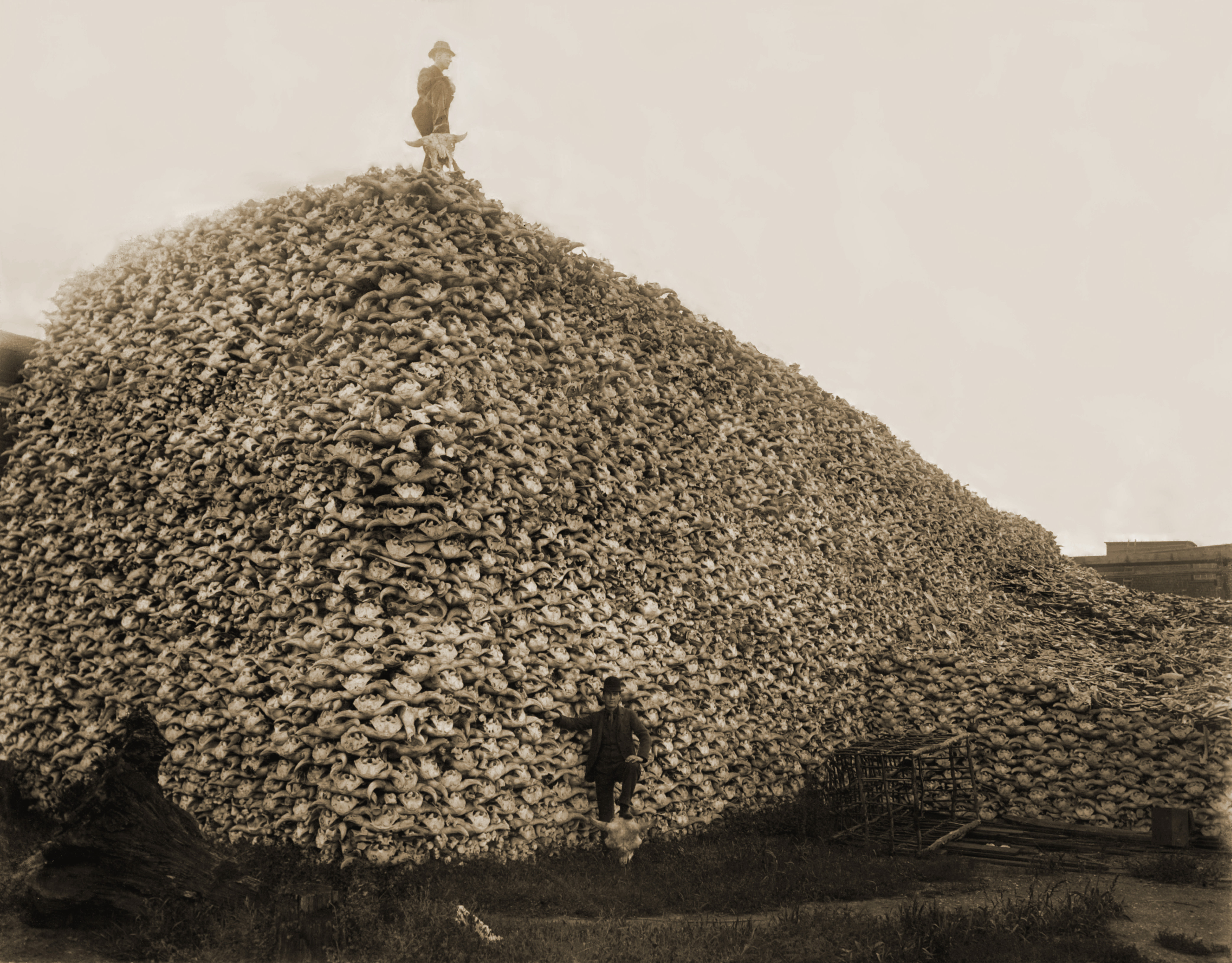
많은 사냥을 당했던 아메리카들소의 개체수는 1890년경에는 750마리까지 줄어들었다.

많은 나라에서 멸종위기종을 보호하기 위해 법으로 사냥과 야생 서식지 개발 등을 금지하고 있다. 하지만 법률로 보호받는 종은 절멸로 위협받는 생물 전체 가운데 얼마 되지 않으며, 대부분은 관심을 받지 않은 채 멸종하게 되는 경우가 많다. 멸종위기등급은 멸종의 위험도를 나타내는 지표이다.
대한민국의 야생동·식물보호법은 멸종위기 야생동·식물1급은 "자연적 또는 인위적 위협요인으로 개체수가 현저하게 감소되어 멸종위기에 처한 야생동·식물로서 관계 행정기관의 장과 협의하여 환경부령이 정하는 종", 멸종위기 야생동·식물2급은 "자연적 또는 인위적 위협요인으로 개체수가 현저하게 감소되고 있어 현재의 위협요인이 제거되거나 완화되지 아니할 경우 가까운 장래에 멸종위기에 처할 우려가 있는 야생동·식물로서 관계 중앙행정기관의 장과 협의하여 환경부령이 정하는 종"이라고 정하고 있다.

## 같이 보기
- 생물 다양성
- 복제 (생물학)
- 절멸위급종
- 홀로세 멸종
- 국제 자연 보전 연맹
- 세계자연기금
- 환경부 지정 멸종위기 야생생물
- 멸종